# Толстая, Мария Николаевна (1790)
Мария Николаевна Волконская, в браке графиня Толстая (10 ноября 1790, Ясная Поляна, Тульская губерния, Российская империя — 4 августа 1830, Ясная Поляна, Тульская губерния, Российская империя) — русская княжна, мать Льва Николаевича Толстого.

## Биография
Родилась в Ясной Поляне, родовом имении Волконских, в семье генерала Николая Сергеевича Волконского и его жены Екатерины Дмитриевны. Отцу её матери, князю Дмитрию Трубецкому, принадлежал роскошный дворец на Покровке. После ранней смерти матери (в 1792 году) воспитывалась в семье её брата, князя Ивана Трубецкого, пока в 1799 году Николай Сергеевич не вышел в отставку и не поселился с дочерью в Ясной Поляне.
Под руководством строгого отца княжна Марья получила хорошее домашнее образование. Она отлично играла на клавикорде и арфе, знала пять языков, обучалась русской словесности, музыке, истории искусств, математике, физике, географии, логике, всеобщей истории, естественным наукам.
Внешняя закрытость Марии Николаевны и язвительный нрав её отца отпугивали от семьи потенциальных женихов, и княжна к 30 годам практически смирилась с участью старой девы. Она обладала крупными чертами лица, которые унаследовал Лев Толстой, и, по его мнению, была «нехороша собой».
Когда в 1821 году Николай Сергеевич неожиданно умер, это стало большим ударом для его единственной дочери и наследницы. Сразу по вступлении в права наследования Мария Николаевна подарила 75000 рублей своей компаньонке мисс Ханессен и устроила её свадьбу со своим двоюродным братом Михаилом Волконским.
Такое поведение одинокой родственницы обеспокоило Волконских и Трубецких, которые начали хлопотать о её замужестве. Жена князя Ивана Трубецкого устроила её брак с графом Николаем Ильичем Толстым, разорившимся представителем хорошей фамилии. Александр Булгаков писал из Москвы в мае 1822 года:

Княжна Волконская, дочь покойного Ник. Сергеевича с большими бровями, старая девушка, дурная собою и которая, не надеясь на сладость замужества, раздала часть своего имения жившей у неё англичанке, теперь сожалеет о своей щедрости, будучи помолвлена за графа Толстого.
Венчание состоялось в ясеневской церкви 9 июля 1822 года, после чего супруги переехали к Трубецким в битцевское имение. Изначально это был брак по расчету (после смерти отца Николай Ильич оказался в бедственном положении), но, к удивлению многих, оказался очень счастливым.
Графиня Толстая подружилась с троюродной сестрой мужа, Татьяной Ергольской, и регулярно переписывалась с нею. Судя по письмам, она была погружена в воспитание детей, вела дневник воспитания старшего сына Николеньки. По свидетельству Льва Николаевича, мать «превосходно рассказывала сказки, если это происходило в темноте, при свете она стеснялась».
У супругов Толстых было четыре сына и дочь:
- Николай (1823—1860)
- Сергей (1826—1904)
- Дмитрий (1827—1856)
- Лев (1828—1910)
- Мария (1830—1912)

Через полгода после рождения дочери Мария Николаевна умерла от «нервной горячки», продолжавшейся несколько дней. Похоронена в семейном некрополе Толстых при Никольской церкви в селе Кочаки. Дочь Мария рассказывала, что вскоре после её рождения мать получила травму головы:

У неё были качели, она всегда просила, чтобы её выше раскачивали. Раз её раскачали очень сильно, доска сорвалась и ударила её в голову. После этого у неё всегда болела голова. <…> Мать умерла от воспаления мозга. Она вдруг стала говорить бог знает что, сидела — читала книгу — книга перевёрнута вверх ногами.
После смерти матери воспитанием детей занималась Татьяна Ергольская.
Хотя Лев Николаевич не помнил мать, он её боготворил, обстоятельно изучал её дневники. По воспоминаниям его жены Софьи Андреевны, Толстой каждое утро проводил в нижнем саду Ясной Поляны — там, где часто отдыхала Мария Николаевна и много деревьев было посажено ею самой. Светлый образ матери отражен в повести Толстого «Детство». Во многом мать Толстого стала прообразом княжны Мари Болконской из романа «Война и мир»: одинокая жизнь в деревне с властным и язвительным отцом, некрасивая и лишенная женственности внешность, дружба с компаньонкой, чьё счастье богатая наследница хотела устроить, большое наследство, позднее замужество за отставным офицером, привлекательным и добрым, которому этот брак позволил спастись от окончательного разорения — вот основные моменты совпадений двух биографий, реальной и вымышленной.